# 千東茉由
千東 茉由（せんどう まゆ、1979年8月8日 - ）は、日本のタレント、グラビアアイドルである。

## 人物
1979年（昭和54年）、福岡県生まれ。
1997年（平成9年）のテレビ番組、『平成女学園』（テレビ東京）への出演で知られる。ほかには、モデルとして、多くの雑誌などへの出演や、写真集、ビデオの出版などの活動履歴がある。

## 出版
写真集
- 『1st.―千東茉由写真集』 （撮影・斉木弘吉、竹書房、1998年12月）

ビデオ
- 『いい感じ』 （エイチエムビィ、1998年2月）